# Ronde van de Vendée 2023
De 51e editie van de wielerwedstrijd Ronde van de Vendée vond plaats op 1 oktober 2023. Titelverdediger was de Fransman Bryan Coquard. Deze editie werd gewonnen door landgenoot van Coquard Arnaud Démare die hiermee zijn eerste zege boekte namens Arkéa-Samsic, de ploeg waar hij sinds augustus 2023 voor actief was.
Démare versloeg in een sprint van vijf renners zijn landgenoten Paul Penhoët en Sandy Dujardin die respectievelijk tweede en derde eindigden. De Nederlander Bram Welten was met een achtste plaats de eerste niet-Franse renner in de uitslag. Voor de Slowaak Peter Sagan was het zijn laatste wedstrijd als professionele wielrenner.
De wedstrijd was onderdeel van de UCI Europe Tour en als laatste wedstrijd van het seizoen onderdeel van de Coupe de France.

## Uitslag
| Plaats  | Naam               | Ploeg                             | tijd     |
| ------- | ------------------ | --------------------------------- | -------- |
| Winnaar | Arnaud Démare      | Arkéa-Samsic                      | 4u45'47" |
| 2       | Paul Penhoët       | Groupama-FDJ                      | z.t.     |
| 3       | Sandy Dujardin     | TotalEnergies                     | z.t.     |
| 4       | Bryan Coquard      | Cofidis                           | z.t.     |
| 5       | Clément Venturini  | AG2R-Citroën                      | z.t.     |
| 6       | Alexandre Delettre | Cofidis                           | + 3"     |
| 7       | Jérémy Leveau      | Van Rysel-Roubaix Lille Métropole | + 5"     |
| 8       | Bram Welten        | Groupama-FDJ                      | z.t.     |
| 9       | Peter Sagan        | TotalEnergies                     | z.t.     |
| 10      | Gotzon Martín      | Euskaltel-Euskadi                 | z.t.     |